# В конце ноября
«В конце ноября» (швед. Sent i november) — сказочная повесть шведоязычной писательницы из Финляндии Туве Янссон.

## Сюжет
В книге описываются события, развивающиеся в Муми-доле в отсутствие муми-семейства параллельно сюжету «Муми-папа и море».
Конец ноября. Моросит дождь. Серо, уныло, многим хочется развлечься. Некоторые отправляются за позитивным зарядом к кому-то (или ко всем сразу) из гостеприимных муми-троллей, однако все они исчезли. Гостям неуютно и одиноко в пустом доме, все скучают по муми-семейству.
Хемуль первым приходит в Муми-дол и обнаруживает отсутствие хозяев. Следующий гость — маленький хомса по имени Тофт.
Третьим приходит старый ворчун по имени Онкельскрут. Затем появляется нервная домохозяйка Филифьонка. Следом приходит юная Мюмла — подросшая дочь Мюмлы-Мамы (см. Мемуары Муми-папы). Последним, кто решил нанести визит Муми-троллям, оказывается Снусмумрик, неожиданно прервавший своё ежегодное путешествие на юг.
Поначалу ничего не выходит. Незваные гости постоянно ссорятся и никак не могут подружиться, каждый (за исключением Мюмлы, которая не страдает особой чувствительностью) чувствует себя обманутым и несчастным.
Хемуль и Хомса сгребают опавшие листья в саду, Онкельскрут пытается ловить рыбу в речушке, которую сам называет ручьём.
Филифьонка тоскует и жалеет себя, Снусмумрик запирается в своей палатке, страдая от назойливости соседей. Одна Мюмла живёт в своё удовольствие и чувствует себя комфортно.
Наконец происходит что-то новое. Онкельскрут наконец-то поймал рыбу! Снусмумрику удаётся уговорить Филифьонку приготовить её. После обеда все чувствуют себя чуточку лучше. Только Онкельскрут злится: он надеялся съесть рыбу один.
Вскоре Филифьонка, которая теперь распоряжается на кухне, устраивает пикник. Вынесенный наружу кухонный стол и заветренный овсяный суп никого не радуют, Филифьонка с Мюмлой ссорятся, а тихий Тофт скандалит, отчего потом очень смущается.
Онкельскрут уходит побеседовать с Предком (на самом деле он разговаривает с собственным отражением в зеркале платяного шкафа). Пообщавшись с Предком, он убеждает себя и остальных, что у него болит живот. Заставив всех побегать вокруг себя, он решает, что нужно устроить «совсем маленький праздник для такого пожилого, как я, который справился с болезнью». Также он ставит условие: нужно пригласить Предка.
Праздник устраивают, но Предок, которому в шкаф послали приглашение, естественно, не появляется. Онкельскрут заставляет всех пойти поздравить Предка. Вернувшись на кухню, они продолжают праздновать. Филифьонка показывает спектакль театра теней о возвращении домой семейства муми-троллей.
На следующее утро Филифьонка затевает генеральную уборку. Общими усилиями в доме наводят идеальную чистоту, после чего Филифьонка и Мюмла уходят домой.
Онкельскрут отправляется проведать своего приятеля Предка. Внезапно «глухой» и бессловесный собеседник очень сердит его.
В гневе он тычет тростью, как он думает, в живот Предка и разбивает зеркало. Это ещё сильней сердит и огорчает его, но Онкельскрут так ничего и не понял. Он решает залечь в спячку и заявляет всем о своём намерении. Наевшись еловых иголок, он залегает в платяном шкафу.
После этого в долине стало совсем тихо. Однажды рушится дом на дереве, который Хемуль с помощью Тофта конструирует для Муми-папы, после чего Хемуль решает, что Муми-папе больше нравится сидеть просто на ветке.
В тот же день осуществляется мечта Хемуля. Снусмумрик, проконопативший его лодку, предлагает ему отправиться поплавать.
Хемулю совершенно не нравится его первое в жизни мореплавание. Ему страшно. Его мутит. Снусмумрик сажает его рулить, и Хемуля едва не выташнивает. Он понимает, что эта стихия — не для него. Вернувшись, он прощается и отправляется домой.
Спустя некоторое время, Муми-дол покидает и Снусмумрик, подобравший наконец мелодию для песенки.
Хомса Тофт остаётся один ждать Муми-семейство. Когда это становится невыносимым, он убегает и с трудом успокаивается и видит на горизонте маленькую точку. Это лодка! Муми-тролли возвращаются домой!
Хомса Тофт бежит на берег их встречать.

## Персонажи
Персонажи этой книги не являются постоянными персонажами серии (появляются только в сказках), за исключением Мюмлы (появляется также в книгах «Опасное лето», «Мемуары Муми-папы», «Волшебная зима», упоминается в книге «Муми-папа и море») и Снусмумрика (появляется в книгах «Опасное лето», «Шляпа волшебника», «Муми-тролль и комета», «Мемуары Муми-папы» и сказках сборника «Дитя-невидимка», упоминается в книгах «Волшебная зима» и «Муми-папа и море»).

### Хемуль
Дружелюбен, но бестолков. Отправился в Муми-дол потому, что скучал от однообразия своей жизни. Жаждет встречи с Муми-папой. Думал, что хочет плавать на лодке, но убеждается в обратном. Не носит платья.

### Хомса Тофт
Как утверждает автор, имя «Тофт» означает «банка». Хомса жил под перевёрнутой лодкой Хемуля. Он стеснителен и замкнут, носит длинные нечёсаные волосы, закрывающие лоб и глаза. Хомса добрый и заботливый, помогает и старается делать приятное другим. Иногда подвержен вспышкам ярости. Когда они проходят, испытывает сильный стыд. Умеет и любит читать, читает найденную на чердаке дома муми-троллей толстую непонятную книгу о нуммулите, любит рассказывать сам себе истории. Фантазёр, обладает связанными с этим фантастическими способностями. К примеру, пожалев питающегося электричеством Нуммулита, устраивает грозу, чтобы тот мог подрасти. Однако ставший слишком большим зверёк находится в опасности, и Хомса, уменьшив его, возвращает назад в родную стихию.
Одинок, мечтает о маме. Ждёт встречи с Муми-мамой, кажущейся ему идеальной. Не выносит, когда её критикуют. Не пожелал верить Мюмле, когда та сказала, что и мама иногда злилась. В конце он попал в лесок, куда муми-тролли ходили, когда бывали злы, и всё понял. Стал представлять себе маму более реальной, тем не менее всё так же ждал встречи.

### Онкельскрут
Непонятно, к какому виду относится Онкельскрут, вероятно, к тому же, что Снусмумрик и Туу-тикки. Глубокий старик. Говорится, что ему более ста лет. Его настоящее имя неизвестно. Страдает забывчивостью. Очень ворчлив и сварлив, несколько эгоистичен. Некоторые считали его глухим, на что он очень обижался.
Однажды, проснувшись поутру, забыл собственное имя, и решил выдумать новое. Среди вариантов были:
- Скруттагуббе
- Онкельскронкель
- Мурфарскрелль
- Моффи
- Собственно, Онкельскрут.

Вещи, которые он забыл (потерял):
- Собственное имя
- Куда сунул корзинку с лекарствами.
- Куда дел письмо, адресованное Муми-мамой Снусмумрику.
- Правнуков («У меня нет детей. У меня есть только правнуки, но я их забыл.»)